# Aure et campan
Pour les articles homonymes, voir Aure et Campan (homonymie).
L'Aure et Campan est une race ovine française. 

## Origine
Elle est originaire des vallées orientales des Hautes-Pyrénées. Elle provient du croisement ancien de la race des Pyrénées centrales avec des mérinos d'Espagne.
Don du roi d'Espagne à Louis XVI, un troupeau 318 brebis et 41 béliers gagne la bergerie nationale de Rambouillet créée par Louis XVI en 1786, constituant le départ de la race.
Le livre généalogique date de 1975 et est entretenu par L'UPRA ovine des Pyrénées Centrales.

## Morphologie
Elle a une toison blanche de laine fine et frisée avec un toupet sur le crane pour une peau davantage grisée. Le mâle est souvent cornu.
La brebis mesure 70 cm au garrot pour 65 kg. Le bélier mesure 75 cm pour 95 kg.

## Aptitudes
C'est une race bouchère. L'aptitude lainière n'est plus exploitée. Elle produit des agneaux d'automne et d'hiver, au retour d'estive. Elle appréciée aussi pour sa laine de qualité.
Elle est bien adaptée à la marche et au plein air en montagne. La prolificité est de 1,3 agneau par brebis et par an.